# Årets medieorm
Årets medieorm är ett journalistpris som delades ut för åren 2011–2015 av Sveriges Radios internetsatsning och debattforum Medieormen, som var aktiv 2010–2017.
Medieormen, egentligen Jounralistik 3.0 - medieormen ömsar skinn, var en interaktiv bok om journalistik på Sveriges Radios webbsida, skapad av radiocheferna Mats Svegfors och Cilla Benkö. Det fanns också ett debattforum kopplat till den och en poddcast.
Priset delades ut till någon som arbetade med eller använde sociala medier eller annan publikkontakt på ett förnyande sätt med journalistisk vinkel.

## Pristagare
De som tilldelats priset är:
- 2011 – De 800 deltagare i tråden på Flashback Forum som avslöjade naturfotografen Terje Hellesøs manipulerade bilder[1]
- 2012 – Svenska Dagbladets Räntekartan
- 2013 – Sveriges Radios Stockholmskanal Metropol 93,8 för "Hur känns det?"
- 2014 – 8 sidor
- 2015 – Blank Spot Project